# 墓仔埔也敢去
《墓仔埔也敢去》是臺灣歌手葉啟田的一首翻唱自日本的歌曲，灌錄於1964年。該曲旋律出自於日本歌手橋幸夫於1964年推出的歌曲《若是戀愛了》原曲名「恋をするなら」，由吉田正作曲，而中文版由郭大誠作詞，由寶星唱片發行。歌詞描述戀愛中人的各種情緒，例如初戀時五味雜陳、熱戀時如同火箭般火熱，而歌名「墓仔埔也敢去」則是指為愛癡狂的人什麼都不怕，甚至有勇氣在半夜去墓仔埔（墓園）。

## 歌詞意象
《墓仔埔也敢去》雖翻唱自日本歌曲的曲調，但作詞者郭大誠並不具日文翻譯基礎，雖然如此，因為寫出台灣人的心聲，反映台灣人的生活，符合台灣人的趣味，讓這首歌曲在臺灣流行歌占有一席之地。這首歌與《內山姑娘》（翻唱自北島三郎所唱歌曲会津磐梯山）於1964年初發時不但成為葉啟田成名歌曲，21世紀後仍備受討論。這首歌歌詞的深遠影響，也是奠定作詞者「歌謠界奇才」名號的重要里程碑。

## 翻唱與迴響
這首歌曲多年來被許多不同臺灣歌手翻唱，包括伍佰（收錄於專輯《枉費青春》中）、蔡依林（收錄於專輯《唯舞獨尊 演唱會鮮聽版&混音》中）、五月天、羅時豐、黃乙玲、江淑娜、賀一航、楊培安、蕭亞軒、蔡幸娟、董事長樂團、謝金燕、澎恰恰、許效舜、林逸欣、林志炫、管罄，此外日本歌手山村隆太也曾翻唱，亦被用來做為電視連續劇《金玉良緣》的配樂，知名度很高。
除了在葬禮、撿骨、掃墓等不得已的情況之外，一般人視墳墓為禁忌，故「墓仔埔也敢去」這一句話也在「膽敢去墳墓」時使用，例如為了犯罪而涉入墳地、嫌犯躲避警方追緝、節目取景、情侶約會、尋找擴增實境遊戲道具、工作所需。此外，在宣傳墓園轉型時也可見此一用語。